# Sigatoka
Sigatoka är en ort i Fiji. Den ligger i den västra delen av landet, 100 km väster om huvudstaden Suva. Sigatoka ligger 5 meter över havet och antalet invånare är 9 622. Den ligger på ön Viti Levu.
Terrängen runt Sigatoka är huvudsakligen platt, men norrut är den kuperad. Havet är nära Sigatoka åt sydväst. Runt Sigatoka är det ganska glesbefolkat, med 24 invånare per kvadratkilometer. Det finns inga andra samhällen i närheten. Omgivningarna runt Sigatoka är en mosaik av jordbruksmark och naturlig växtlighet.